# Una festa di compleanno
Una festa di compleanno (Porky's Party) è un film del 1938 diretto da Robert Clampett. È un cortometraggio d'animazione della serie Looney Tunes, uscito negli Stati Uniti il 25 giugno 1938.

## Trama
Porky Pig sta preparando la sua festa di compleanno, quando riceve per posta un pacco da suo zio Pinkus. Dentro il pacco c'è un baco da seta che lavora a maglia indumenti ogni volta che viene pronunciata la parola "cuci"; dopo che ha fatto cucire al baco un calzino e un reggiseno, Porky va in bagno col suo cane Black Fury e si mette (invano) una lozione per la crescita dei capelli. Dopo che Porky è uscito dal bagno, Black Fury si mette la lozione a sua volta e, accorgendosi che contiene il 99% di alcol, inizia a berla ubriacandosi. Nel frattempo arrivano gli invitati di Porky: il pinguino Penguin e l'oca Goosey. Mentre i due stanno mangiando il gelato, i balbettamenti di Porky fanno sì che il baco nella sua tasca inizi a cucire un indumento dopo l'altro, perlopiù biancheria intima e reggiseni da donna. Porky li nasconde con aria colpevole e lancia via il baco, che atterra nel gelato di Penguin. Quest'ultimo mangia inavvertitamente il baco, che continua a cucire dentro di lui creando un cilindro che si apre più volte nel suo corpo, nonostante Goosey cerchi di aiutarlo. Nel frattempo Black Fury, dall'aspetto trasandato dopo aver abusato della lozione, tenta di rasarsi usando la schiuma da barba e un rasoio elettrico, ma viene spaventato dal rasoio e corre in braccio a Porky. Il maialino lo scambia per un cane rabbioso e fugge insieme ai due amici. Black Fury li insegue per tutta la casa finché, durante la confusione, il cane non ritorna al suo stato normale. Il baco da seta però fraintende una parola di Penguin e ricomincia a cucire nel suo corpo, fino ad avvolgerlo in una crisalide.

## Produzione
Il corto fu messo in produzione col titolo Porky’s Birthday Surprise!. Gli storyboard mostrano che originariamente i due invitati alla festa di Porky sarebbero dovuti essere Gabby Goat e Petunia Pig, nel prodotto finale sostituiti rispettivamente da Penguin e Goosey (creati appositamente per questo corto); i due personaggi erano anche al centro di tre scene delineate negli storyboard ma mai realizzate.

## Distribuzione

### Edizione italiana
L'edizione italiana del corto fu trasmessa direttamente in televisione negli anni 2000; il doppiaggio fu eseguito dalla Time Out Cin.ca e diretto da Massimo Giuliani. Non essendo stata registrata una colonna internazionale, fu sostituita la musica presente durante i dialoghi.

### Edizioni home video

#### VHS
America del Nord
- Porky Pig: Days of Swine and Roses (12 agosto 1992)

#### DVD
Il corto fu pubblicato in DVD-Video in America del Nord nel terzo disco della raccolta Looney Tunes Golden Collection: Volume 3 (intitolato Porky and the Pigs) distribuita il 25 ottobre 2005, dove è visibile anche con un commento audio di John Kricfalusi ed Eddie Fitzgerald; nel DVD è incluso anche un filmato che sovrappone gli storyboard al cortometraggio finito e mostra quelli relativi alle tre scene mai realizzate. Fu quindi inserito, con gli stessi contenuti extra, nel terzo disco della raccolta DVD Porky Pig 101, uscita in America del Nord il 19 settembre 2017.